# Bia (rapera)
Bianca Miquela Landrau (Medford, Massachusetts; 16 de agosto de 1991), conocida como Bia, es una rapera estadounidense.

## Primeros años
Bia es originaria de Medford (Massachusetts). Ella es de ascendencia puertorriqueña e italiana. En una entrevista con el sitio web de Oxygen habló sobre querer convertirse en rapera a una edad temprana después de asistir a sesiones de estudio con raperos y ayudarlos a grabar. Asistió a la universidad brevemente, pero después de darse cuenta de que no le convenía, la abandonó y comenzó a trabajar como coctelería para pagar el tiempo de estudio. Se mudó a Los Ángeles a tiempo completo en 2017.

## Carrera profesional

### 2014-2015: Comienzos de carrera y #CholaSeason
Bia fue descubierta inicialmente por el rapero Fam-Lay a través de YouTube y quien más tarde le presentó a Pharrell. Bia protagonizó las dos primeras temporadas del reality show de televisión Oxygen Sisterhood of Hip Hop. En 2014 firmó con el sello musical I Am Other como parte de una colaboración con RCA Records y comenzó a trabajar con TI, así como con los cantantes Jennifer Hudson y Usher. Más tarde ese año, Bia lanzó un mixtape titulado #CholaSeason. En una entrevista con la estación de radio Hot 97 en el programa matutino Ebro in the Morning en septiembre de 2015 reveló que no regresaría para la temporada 3 de Sisterhood of Hip Hop.

## Discografía
- 2020: For Certain
- 2023: REALLY HER